# Crédit Foncier de France

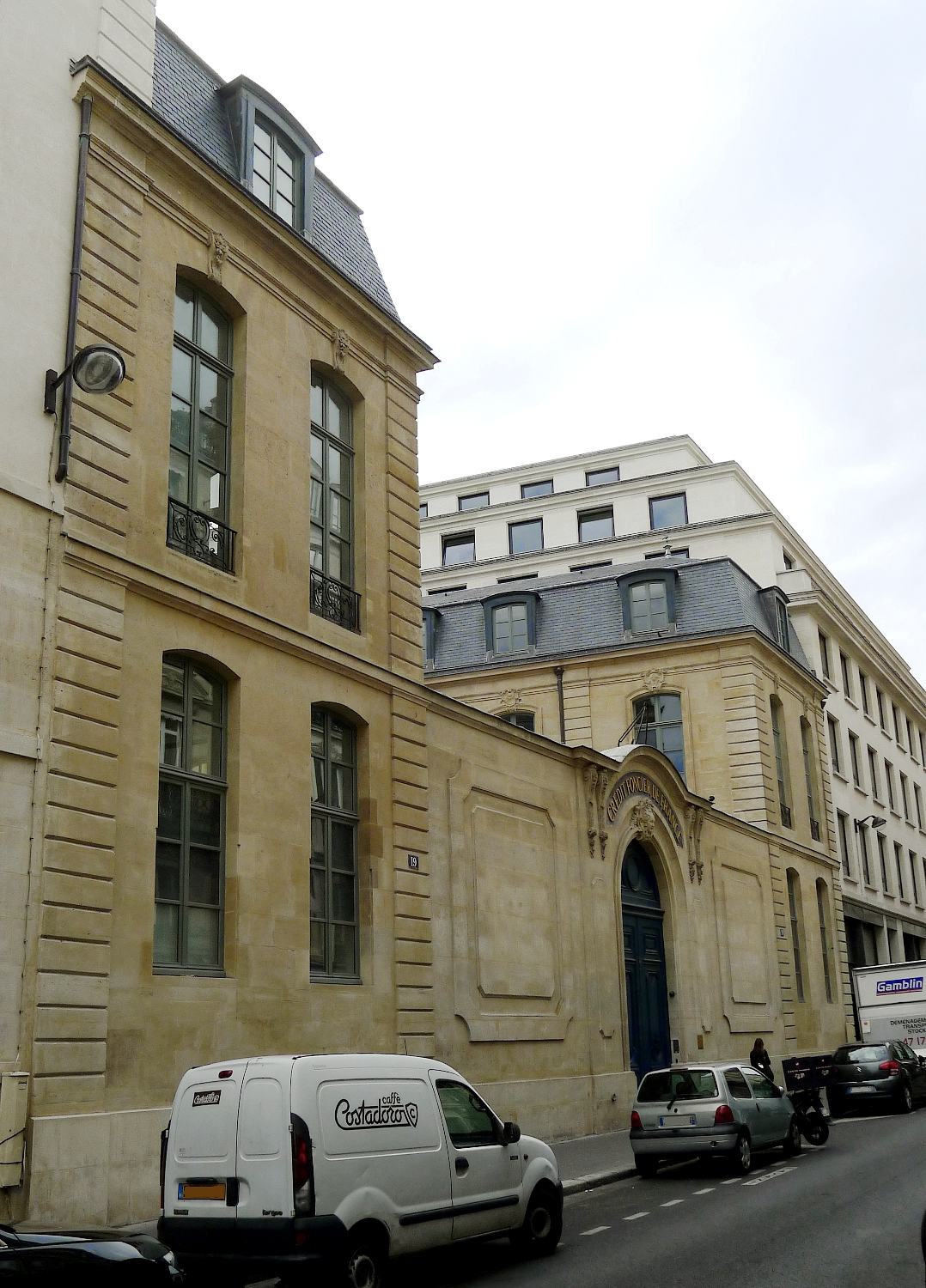
Antigua sede del Crédit Foncier en 19, rue des Capucines en París

Crédit Foncier de France (CFF) fue un importante banco francés, activo desde 1852 hasta 2019, donde sus actividades se incluyeron por completo en Groupe BPCE, aunque la marca parece permanecer activa.

## Historia

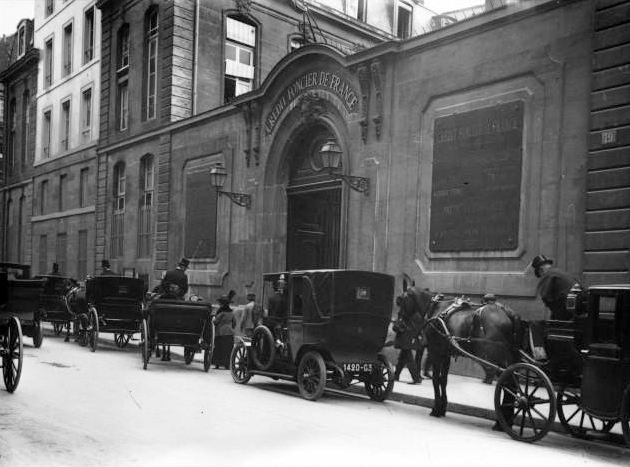
Entrada del Credit Foncier de France, c. 1913

El Crédit Foncier inicialmente hizo préstamos a las comunas. El movimiento fue iniciado por Louis Wolowski y el conde Xavier Branicki, y sancionado por el emperador Napoleón III en 1852 en un intento de modernizar el sistema bancario francés medieval y expandir la inversión francesa fuera de Europa. Su nombre se convirtió en el «Banque Foncière de París». Instituciones similares en Nevers y Marsella se fusionaron en una bajo el título de «Crédit Foncier de France». El monto del préstamo no podía exceder de la mitad del valor de los bienes dados en prenda o hipotecados, y que la devolución del préstamo era por una anualidad, que incluía los intereses y parte del principal, extinguible en una fecha determinada. El Crédit Foncier tenía el monopolio de las hipotecas.
En la terminología bancaria francesa, un «préstamo de crédito foncier» generalmente se refiere a un préstamo por un período fijo con reembolsos regulares donde cada reembolso incluye componentes tanto de capital como de interés, de modo que al final del período el principal habrá sido reembolsado en su totalidad. Esto debe contrastarse con un préstamo de "solo interés" donde los reembolsos son solo de interés.
El 26 de junio de 2018 se anunció que la organización se cerraría y sus actividades se integrarían en BPCE. La marca parece permanecer activa.

## Antigua sede

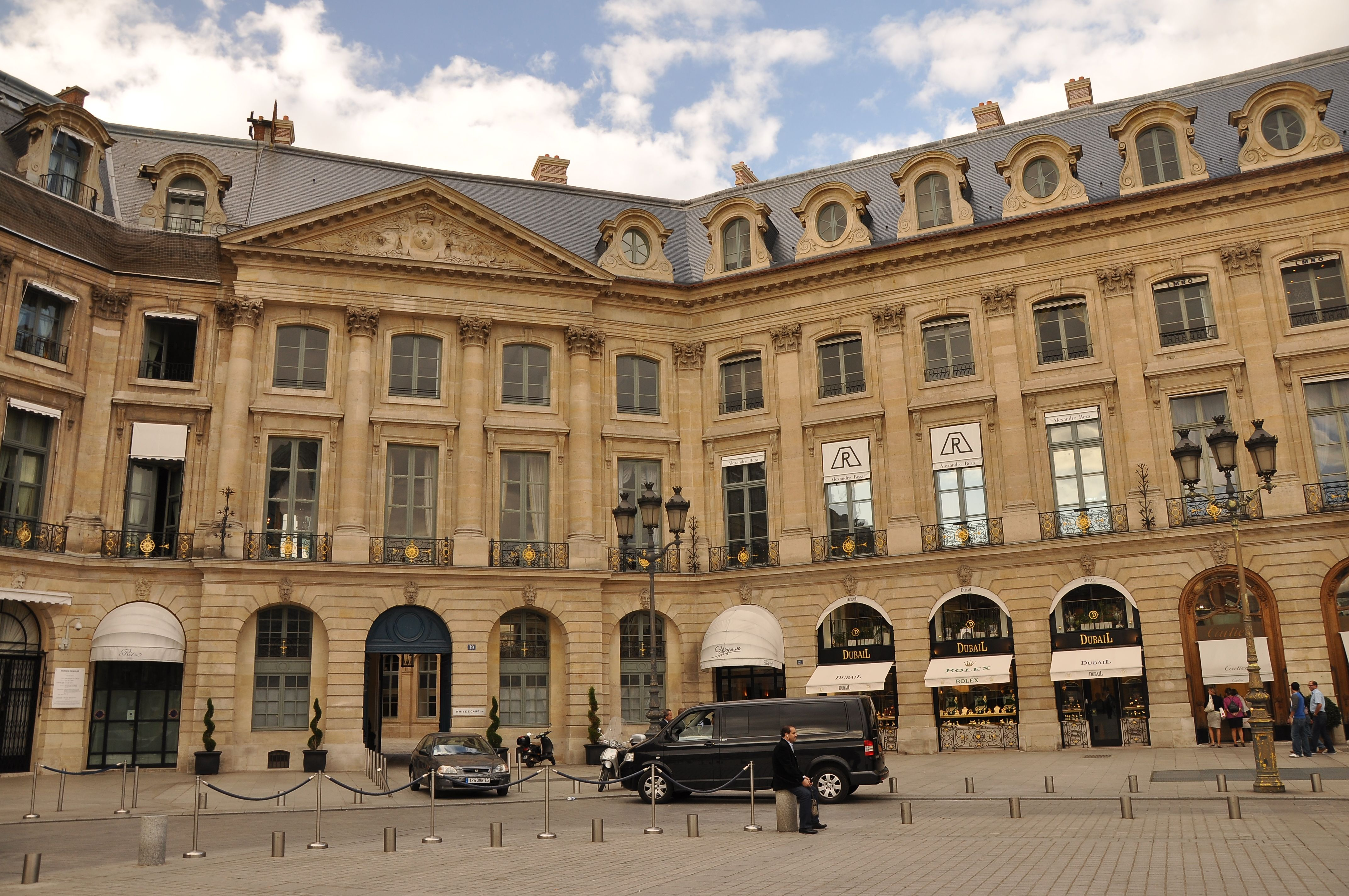
Fachada del antiguo complejo Crédit Foncier en la Plaza Vendôme

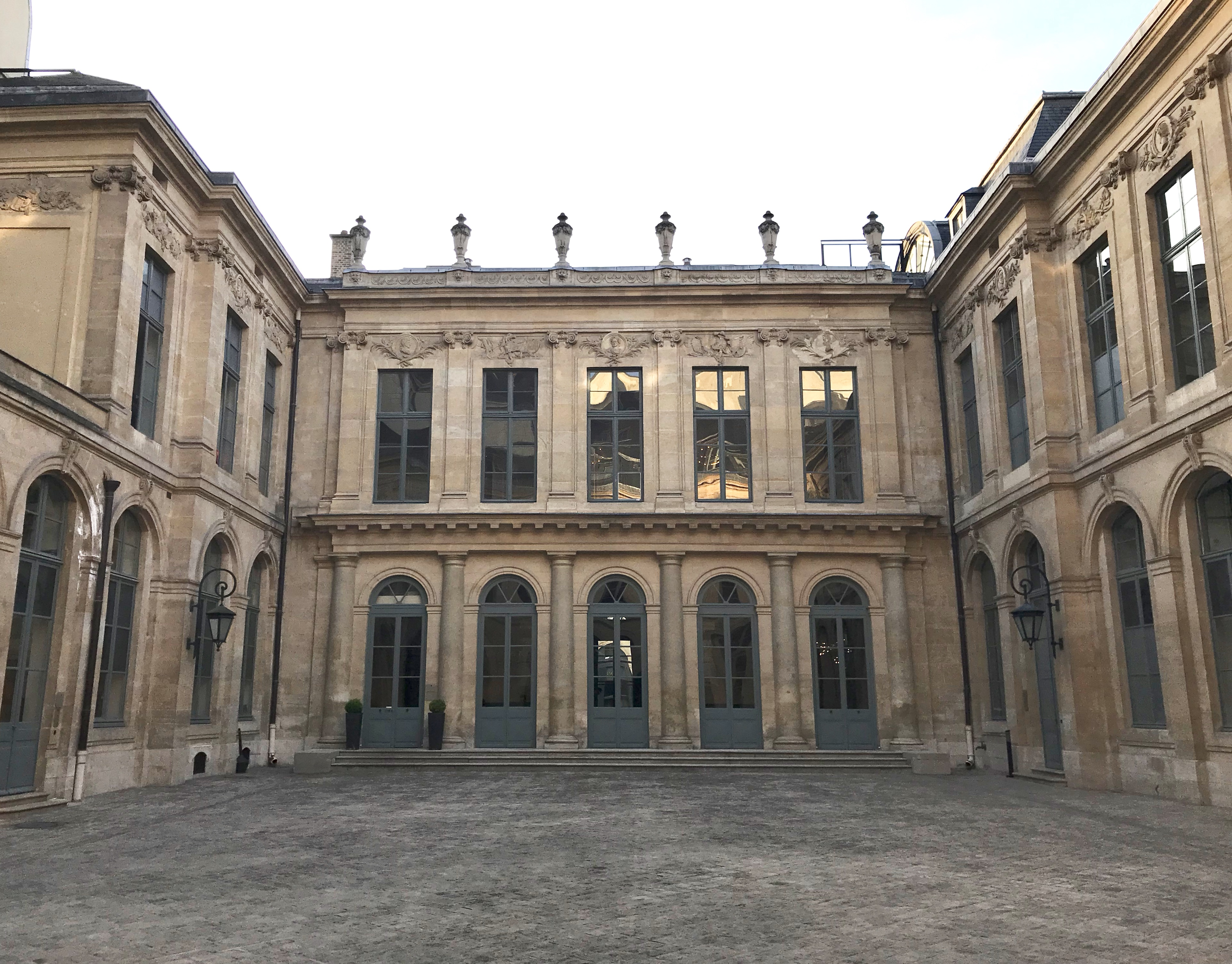
Patio interior del antiguo Hotel d'Evreux

El Crédit Foncier solía tener su sede en un prestigioso complejo de edificios que incluía el antiguo Hôtel d'Évreux en la Plaza Vendôme, y el Hôtel Castanier en la rue des Capucines, así como una serie de construcciones adyacentes. Crédit Foncier se mudó al Hôtel Castanier ya en 1854, y se lo mandó remodelar al arquitecto Antoine-Nicolas Bailly expandiendo al Hotel d'Evreux en 1896.
La propiedad fue vendida por Crédit Foncier a la familia Thani de Catar en 2003 por 250 millones de euros, y fue completamente renovada a partir de 2009.